# Calicnemia haksik
Calicnemia haksik là loài chuồn chuồn trong họ Platycnemididae. Loài này được Wilson & Reels mô tả khoa học đầu tiên năm 2003.